# 清川江号
清川江号（チョンチョンガンごう、朝鮮語: 청천강호、Chong Chon Gang）は、朝鮮民主主義人民共和国（北朝鮮）のばら積み貨物船。船名は清川江の戦い (Battle of the Ch'ongch'on River) に由来する。
1977年に建造された清川江号は、全長 155メートル (509 ft)である。建造地は南浦（ナンポ）で、所有者は平壌（ピョンヤン）の Chongchongang Shipping と登録されている。
2009年、清川江号はソマリア沖で海賊に襲撃された。
2010年、清川江号はウクライナで抑留され、船内から麻薬類その他の禁輸品などが発見された。
2013年7月15日、清川江号はマンサニロ国際ターミナル (Manzanillo International Terminal) において、違法薬物類を運んでいるという通報にもとづき、パナマ共和国当局によって抑留された。報道によれば、パナマ当局の捜索隊が船に近づいた際に、乗組員たちは暴力的に抵抗し、船長は後に自殺を図ったとされている。抑留された清川江号の船内を捜索した結果、25万袋のブラウン・シュガーの下にミサイルが隠されていたことが明らかになった。清川江号は、キューバから北朝鮮へ向かう途中だったとされる。16日には、2つの船倉が捜索されただけで船内には未捜査の船倉もあった。北朝鮮はパナマに対して乗員の解放を要求し、キューバは船内にあったのは北朝鮮へ修理のために送られた「旧式の武器」であると表明した。発見された武器には、対空ミサイル統制装置2器、防空ミサイルの部品9本分、戦闘機MiG-212機、同型機のエンジン15基などがあった。これらの武器は、いずれも20世紀半ばに当時のソビエト連邦が製造したものであった。
北朝鮮へのいかなる武器の持ち込みも持ち出しも、数多くの国際連合決議に反することになる行為である。2014年3月10日、国連安全保障理事会・北朝鮮制裁委員会の専門家パネルがまとめた年次報告書で、大量の武器を搭載した北朝鮮船「清川江号」について「（安保理決議が初採択された）2006年以降、最大の武器取引だった」と指摘した上で安保理決議違反と断定した。